# كيلي ماكورميك
كيلي ماكورميك (بالإنجليزية: Kelly McCormick) هي غطاسة أمريكية، ولدت في 13 فبراير 1960 في آناهايم في الولايات المتحدة.

## وصلات خارجية
- كيلي ماكورميك على موقع الاتحاد الدولي للسباحة (الإنجليزية)
- كيلي ماكورميك على موقع قاعة مشاهير السباحة العالمية (الإنجليزية)
- كيلي ماكورميك على موقع اللجنة الأولمبية الدولية (الإنجليزية)
- كيلي ماكورميك على موقع أوليمبيديا (الإنجليزية)
- كيلي ماكورميك على موقع الموسوعة البريطانية (الإنجليزية)